# Herminia nubifer
Herminia nubifer là một loài bướm đêm trong họ Noctuidae.